# AsciiDoc
AsciiDoc je úsporný značkovací jazyk pro přípravu textů. Zároveň se jedná o multiplatformní svobodný program napsaný v Pythonu a distribuovaný pod licencí GNU GPL, který s využitím značek vytvoří text ve výstupních formátech jako je HyperText Markup Language a nebo Docbook jako mezistupeň k vytvoření výstupu ve formátech PDF, TeX, unixové manuálové stránky, ebooky atp.
Podobně jako jiné úsporné značkovací jazyky typu Wikitext nebo Markdown v podstatě nebrání plnohodnotnému čtení zdrojového tvaru jako by se jednalo o prostý text. Vyrobil ho v roce 2002 Stuart Rackham, 

## AsciiDoctor
V roce 2013 byl uvolněn klon AsciiDocu, AsciiDoctor napsaný v Ruby a používaný mj. na GitHubu.

## Příklad
| Zdrojový kód ve formátu AsciiDocu |
| --- |
| = O Wikipedii Čeněk Psavec https://cs.wikipedia.org[Česká Wikipedie] je velice užitečná a známá encyklopedie. == Software Používá software 'MediaWiki', který si příkazem +apt-get+ můžete nainstalovat i Vy: apt-get install mediawiki == Hardware K běhu stačí obyčejný počítač, který by tedy měl mít * procesor * paměť * pevný disk |

| HTML výstup |
| --- |
| O Wikipedii Čeněk Psavec Česká Wikipedie je velice užitečná a známá encyklopedie. Software Používá software MediaWiki, který si příkazem apt-get můžete nainstalovat i Vy: apt-get install mediawiki Hardware K běhu stačí obyčejný počítač, který by tedy měl mít: - procesor - paměť - pevný disk |